# Agence fédérale pour l'environnement
L’Agence fédérale pour l'environnement (en allemand : Umweltbundesamt) est l'autorité gouvernementale autrichienne responsable de la protection et du contrôle de l'environnement.
Son directeur est Georg Rebernig et son vice-directeur est Karl Kienzl.

## Sources

## Compléments